# Kiss Me Deadly (album Generation X)
Kiss Me Deadly è il terzo e ultimo album del gruppo musicale punk britannico Generation X, pubblicato con lo pseudonimo Gen X.

## Tracce
- Tutte le tracce scritte da Billy Idol e Tony James tranne dove indicato.

1. Dancing With Myself - 3:47
2. Untouchables (Idol) - 3:39
3. Happy People - 4:29
4. Heavens Inside - 2:58
5. Triumph - 3:25
6. Revenge - 4:22
7. Stars Look Down - 4:38
8. What Do You Want - 4:06
9. Poison - 2:59
10. Oh Mother (Idol, James, Terry Chimes) - 3:39

### Bonus track (ristampaEMI2005)[2]
1. Hubble, Bubble, Toil and Dubble - 8:27
2. Loopy Dub - 5:03
3. Ugly Dub - 3:07
4. From the Heart (live) - 2:18
5. Andy Warhol (live) (David Bowie) - 3:28

## Crediti
Formazione:
- Billy Idol - voce/chitarra
- Bob Andrews - chitarra, voce
- John McGeoch - chitarra
- Tony James - basso
- Terry Chimes - batteria
- James Stevenson - chitarra
- Steve Jones - chitarra